# کبوتر زیتونی سائو تومه
 کبوتر زیتونی سائو تومه (نام علمی: Columba thomensis) نام یک گونه از سرده کبوتر است.